# Municipio de Round Mound
El municipio de Round Mound (en inglés: Round Mound Township) es un municipio ubicado en el condado de Osborne en el estado estadounidense de Kansas. En el año 2010 tenía una población de 28 habitantes y una densidad poblacional de 0,3 personas por km².

## Geografía
El municipio de Round Mound se encuentra ubicado en las coordenadas 39°16′14″N 98°59′0″O / 39.27056, -98.98333. Según la Oficina del Censo de los Estados Unidos, el municipio tiene una superficie total de 92.51 km², de la cual 92,41 km² corresponden a tierra firme y (0,11 %) 0,1 km² es agua.

## Demografía
Según el censo de 2010, había 28 personas residiendo en el municipio de Round Mound. La densidad de población era de 0,3 hab./km². De los 28 habitantes, el municipio de Round Mound estaba compuesto por el 100 % blancos. Del total de la población el 0 % eran hispanos o latinos de cualquier raza.